# 爵士饶舌
爵士饶舌（英語：Jazz rap，也称爵士嘻哈或爵士说唱，英语：Jazz hip hop、jazz hop）是嘻哈音樂和爵士乐的融合产物，萌生于20世纪80年代后期和20世纪90年代初期。AllMusic形容这种音乐风格“将美国黑人音乐的传统风格与当前时兴的风格融合起来，在复兴了前者的同时，扩展了后者的边界。”
音乐性方面，爵士饶舌的节奏来自于嘻哈，在此之上萦绕的是小号、贝斯等爵士乐器的重复乐句。歌词方面，爵士饶舌的歌词常常有关于政治意识、非洲中心论以及广义的实证主义。 A Tribe Called Quest, De La Soul, Dream Warriors 及 Digable Planets 是爵士饶舌的先驱。
随着时代的发展，爵士饶舌之风在日本得到了发扬，以Nujabes为代表的一众日本艺术家复兴了爵士饶舌并让这种风格有了新的生命力。但同时他们也重新定义了这种艺术风格，爵士饶舌由以前的采样爵士乐为标准变成了更广义的，采用爵士乐器或使用爵士风格的Beat作为标准。